# Ptolemaios VI. Filométor
Ptolemaios VI. Filométor (řecky Πτολεμαίος Φιλομήτωρ, 186-145 př. n. l.) byl egyptský král z rodu Ptolemaiovců. Vládl v letech 180 - 145 př. n. l. s přerušením v letech 164 - 163 př. n. l., kdy si jeho bratr Eurogétes uzurpoval vládu.

## Život

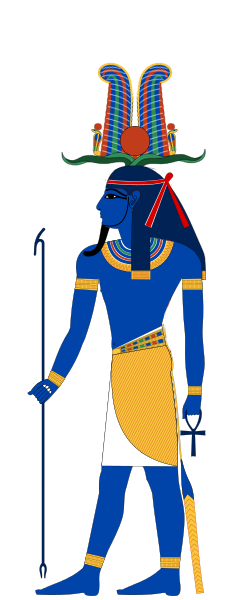
Ptah-Tatenen,
bůh Memfis

Na trůn nastoupil ve věku 6 let po smrti svého otce Ptolemaia V. Epifanése. Až do roku 176 př. n. l. vládl společně se svojí matkou Kleopatrou I. 
Následujícího roku se, ve věku ~10 roků, oženil se svojí sestrou Kleopatrou II. Od roku 170 př. n. l. vychovával svého bratra Euergetése II., aby také vládl s ním a s Kleopatrou II. Vláda triumvirátu sourozenců ovšem Egyptu neprospěla, spíše přispěla k jeho již znatelnému úpadku.

## Vláda

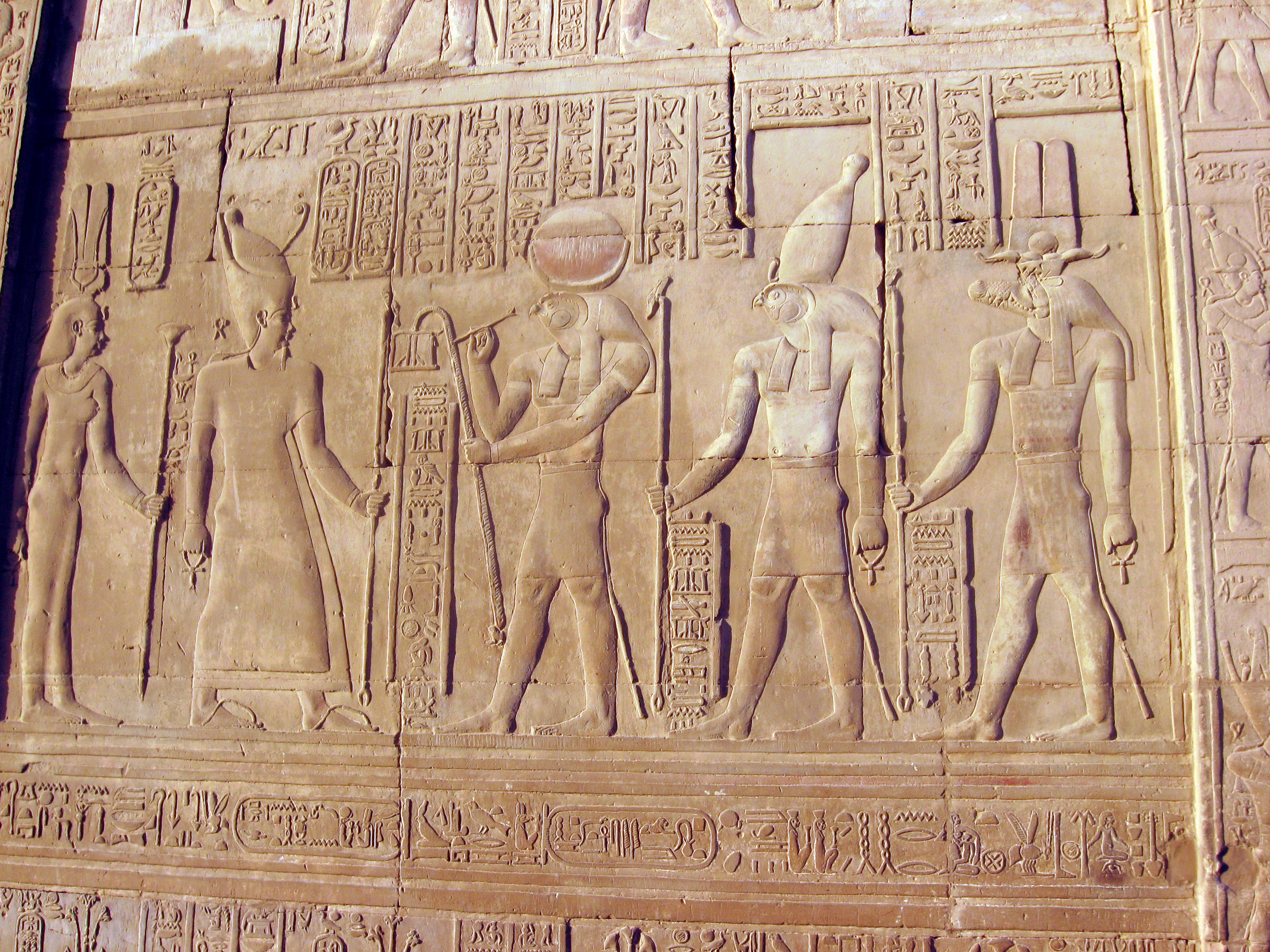
Kom Ombo, Ptolemaios Filopétor s manželkou Kleopatrou II. před bohy Re, Montu a Sobkem

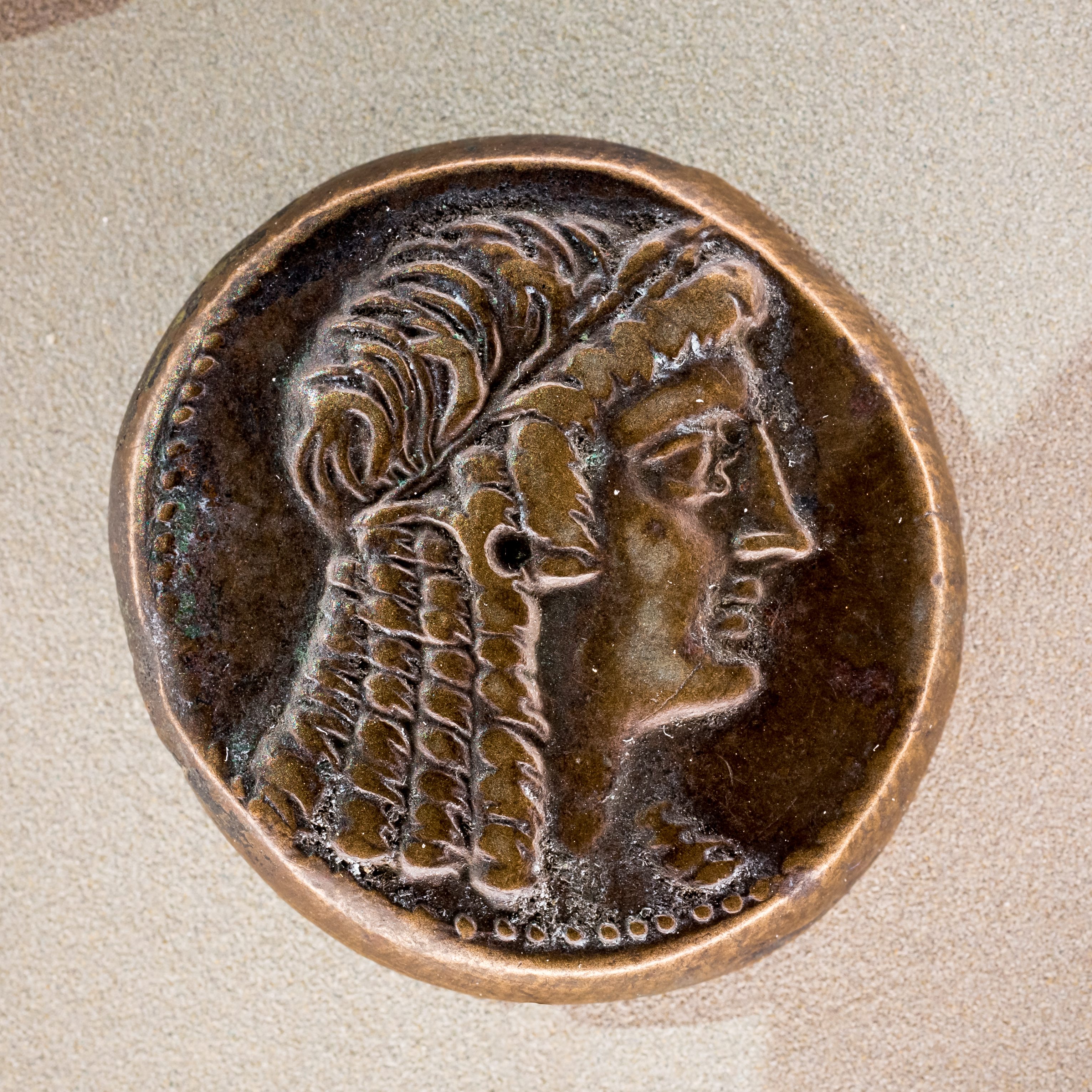
Bronzová mince Ptolemaios VI. na reversu "orel stojící na blesku a nápis ΠΤΟΛΕΜΑΙΟΥ ΒΑΣΙΛΕΩΣ

V roce 170 př. n. l. vpadl Antiochos IV. Epifanés do Egypta a zahájil tím Šestou syrskou válku (170-168 př. n. l.). Po dalším vpádu o dva roky později byl dokonce korunován králem Egypta, ale po zásahu římského legáta se ze strachu z římského útoku stáhl do Sýrie. V letech 169 - 164 př. n. l. vládl v Egyptě triumvirát tvořený Ptolemaiem VI., jeho manželkou Kleopatrou II. a mladším bratrem Ptolemaiem VIII. Euergetésem II. . Ptolemaios VI. začal plánovat opětnou invazi do Coele-Sýrie.

 Další pokus o znovuzískání Coele-Sýrie byl ale neúspěšný, protože Antiochus IV. porazil egyptské síly a dobyl pohraniční město Pelusium. Antiochus měl i jiné ambice, ale stáhl se, když ho římský legát Papillius Laenas a jeho legie přesvědčili, že další útok by se setkal s římskou odezvou.
Katastrofální šestá syrská válka, během níž se pokusil Ptolemaios VI. vyjednat podmínky s nepřítelem, což vedlo k jeho sesazení rozhořčenými občany Alexandrie. Seleukovský král Antiochos prohlašující, že zastupuje Ptolemaia VI. (ale zajímal se pouze o vlastní zábor půdy), obléhal egyptské hlavní město, avšak upustil od svého úsilí ovládnout Alexandrii, musel se věnovat řešení domácích problémů. Místní situace byla typický, makedonský koktejl sourozenecké rivality, územních ambicí a nepokoje domorodců.
 Když byl v roce 164 př. n. l. svým bratrem Eurogetésem od vlády odstaven, vydal se do Říma hledat přímluvu a pomoc. Díky římskému zásahu byl již během příštího roku znovu dosazen na egyptský trůn. Ptolemaios VIII. byl v důsledku toho poslán na Kyrenaiku, ale oproti původnímu rozhodnutí římských konsulů se odvolal k římskému senátu a kupodivu získal jeho souhlas. Plánoval tedy svůj návrat do Egypta, ale setkal se se svým bratrem v bitvě o Kypr, kterou prohrál. Ptolemaios VIII. dostal Kyrenaiku, jako součást mírových podmínek a Alexandros Balas přislíbenou ruku jedné z dcer Ptolemaia VI. 
Alexander Balas, vybraný z neznáma a podporovaný sousedním římským spojeneckým královstvím Pergamon, se v roce 152 př. n. l. vylodil ve Fénicii a zahájil občanskou válku proti seleukovskému králi Démétriovi I. Podporován žoldáky a frakcemi Seleukovské říše, nespokojenými s existující vládou, porazil Demetria a v roce 150 př. n. l. převzal jeho korunu. Oženil se s princeznou Kleopatrou Theou , aby zpečetil spojenectví se sousedním ptolemaiovským královstvím. Za jeho vlády ovšem došlo k neustálému ústupu od východní hranice Seleukovské říše, důležité východní satrapie jako byla Médéa, byly ztraceny ve prospěch rodící se Parthské říše. V roce 147 př. n. l., Demetrius II Nicator, mladý syn Demetriua I. , začal kampaň k svrhnutí Balase a občanská válka pokračovala. Alexandrův spojenec, ptolemaiovský král Ptolemaios VI. Philométor, přesunul vojáky do Coele-Sýrie, aby podpořil Alexandra Balase, ale pak změnil svoji podporu a přešel na stranu Demetria II. Nikatora
 V bitvě u řeky Oenoparus  v Sýrii byl poražen Ptolemaiem VI. a krátce nato povstalec Alexandr Balas 145 př. n. l. zemřel. Během této bitvy také Ptolemaios VI. spadl z koně a v důsledku úrazu zemřel. Jeho nástupcem se stal jeho syn Ptolemaios VII. Neos Filopatór, což ovšem bylo pro Ptolemaie VIII., který se téhož roku vrátil do Egypta, nepřijatelné a Neose Filopatóra nechal zavraždit.

## Artefakty
Za poměrně dlouhou vládu Ptoleamie VI. (~35/6 roků) nebyly zaznamenány významnější stavební činnosti. Uvádí se započetí stavby chrámových komplexů na Philae a pravděpodobně i v Kom Ombo. V palácích Philae, Chrámu Hathor v Esně a Deir el-Medina jsou identifikovány reliéfy s kartuší Ptoleamie VI. Zachovaly se zlaté mince, bronzové či stříbrné mince s jeho portrétem. Reliéfy, roztroušené v různých chrámech, vztahující se k Ptolemaiovi VI., podle kreseb v publikacích K.Lepsiuse z jeho expedicí v letech 1849-1856, Ernst Weidenbach, který se expedicí Lepsiuse zúčastnil, posléze vytvořil četné litografické kopie identifikovaných reliéfů v chrámech a dalších votivních stavbách. Vyznačují se relativní dokonalostí oproti původním, víceméně zachovaným kresbám

## Epilog

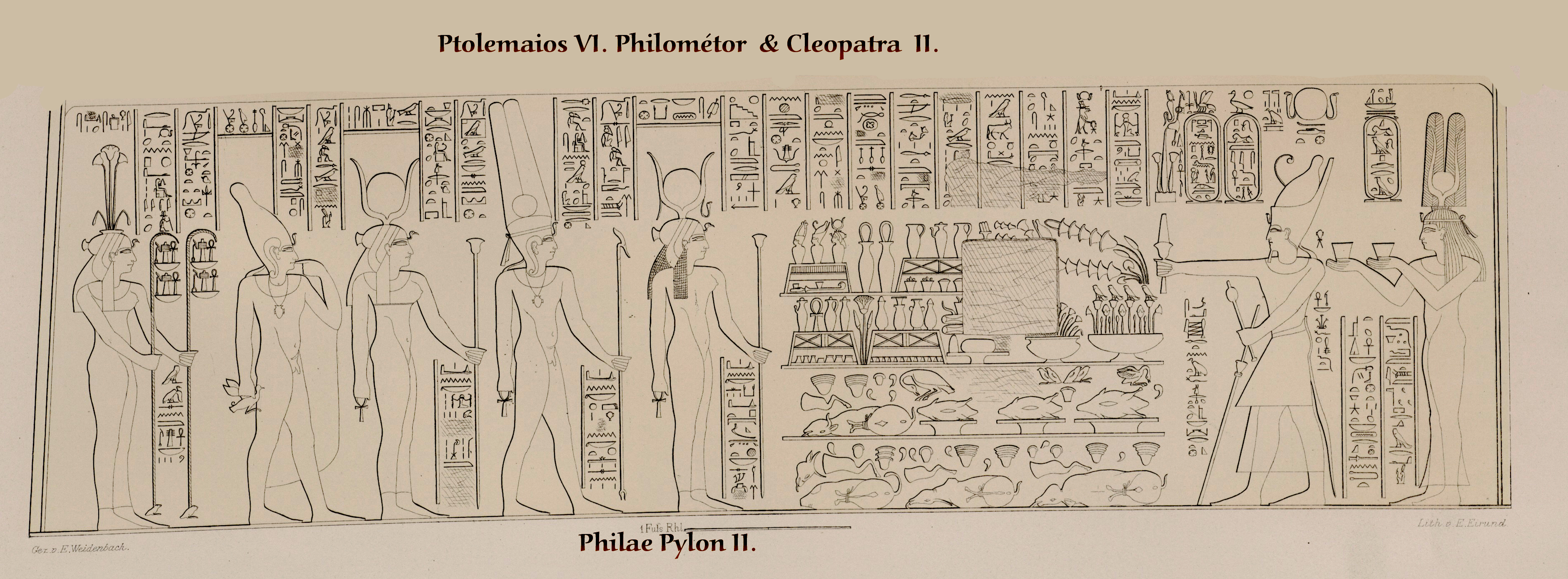
Ptolemaios VI. Filométor a manželka Klaopatra II. přináší dary bohům Hathor, Amun,
(druhý zleva) následník Ptolemaios VII. Neos Filométor(?) s Horno-egyptsou korunou; chrám Philae

Od nástupu Ptolemaiovské dynastie do konce života Ptoleamie VI. Filométora uplynulo ~160 roků, a egyptská říše z časů vzrůstu bohatství a ovládajícího značné území zisky v Levantě, Malé Asii a Mezopotámii, postupně oslabovala jednak z vnitřních dynastických rozbrojů, neschopných vládců, snad počínaje koncem vlády Ptolemaie III. . Svoji roli na tom sehrály mocenské ambice sousedních států a počínaje ~200 př. n. l. vzrůstajícím vlivem expanzivní Římské republiky v severní Africe.